# Natya Shastra

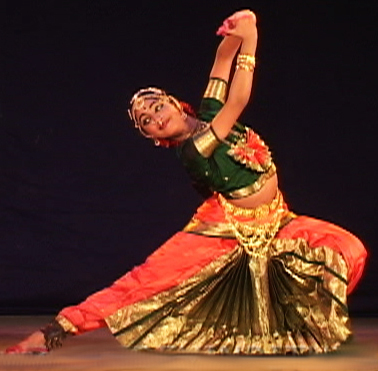
Điệu múa Natya Shastra

Natya Shastra (tiếng Phạn: नाट्य शास्त्र, Nāṭyaśāstra) là một luận thuyết Ấn Độ cổ đại về nghệ thuật biểu diễn, bao gồm kịch, múa và âm nhạc. Nó được viết trong khoảng thời gian giữa 200 TCN và 200 trong thời Ấn Độ cổ điển và theo truyền thống được cho là của Sage Bharata.
Natya Shastra là vô cùng rộng rãi trong phạm vi của nó. Trong khi đó chủ yếu đề cập tới nghệ thuật kịch, nó đã ảnh hưởng đến âm nhạc, múa cổ điển Ấn Độ, và cả văn học. Nó bao gồm thiết kế sân khấu, âm nhạc, khiêu vũ, trang điểm, và hầu như mọi khía cạnh khác của kịch nghệ. Nó là rất quan trọng đối với lịch sử của âm nhạc cổ điển Ấn Độ bởi vì nó là văn bản duy nhất chi tiết như vậy về âm nhạc và nhạc cụ của thời kỳ này. Do đó, một cuộc tranh luận có thể được thực hiện về việc Natya Shastra là nền tảng của mỹ thuật ở Ấn Độ. Các bài bình luận nhiều nhất về Natya Shastra là Abhinavabharati do Abhinavagupta viết.